# Sex Type Thing
Sex Type Thing è il singolo di debutto del gruppo musicale statunitense Stone Temple Pilots, pubblicato nel 1993 ed estratto dall'album Core.

## Descrizione
Scott Weiland ha scritto il testo inspirandosi ad una ragazza che frequentava, che fu violentata da tre giocatori di football della sua scuola durante una festa. Proprio per questo motivo il cantante fu all'epoca accusato di inneggiare allo stupro.

## Tracce
Versione 1
1. Sex Type Thing
2. Piece of Pie
3. Wicked Garden (live)
4. Sin (live)

Versione 2
1. Sex Type Thing
2. Piece of Pie
3. Dead & Bloated (live)
4. Sex Type Thing (live)

## Formazione
- Scott Weiland - voce
- Dean DeLeo - chitarra
- Robert DeLeo - basso
- Eric Kretz - batteria

## Classifiche
| Classifica (1993)             | Posizione massima |
| ----------------------------- | ----------------- |
| Regno Unito                   | 55                |
| Stati Uniti (mainstream rock) | 23                |